# Peter Jezler
Peter Roland Jezler (* 26. November 1954 in Zürich), heimatberechtigt in Schaffhausen, ist ein Schweizer Kunsthistoriker und Museumsdirektor.

## Leben und Wirken
Peter Jezler studierte Kunstgeschichte, Kirchengeschichte und Germanistik an der Universität Zürich und schloss sein Studium 1982 mit dem Lizenziat ab. 1986 war er als Assistent am Seminar für Kunstgeschichte der Universität Zürich tätig. Von 1987 bis 1997 war er Mitglied und Präsident der Redaktionskommission der Zeitschrift Kunst+Architektur. 1989 bis 1997 war er zudem Mitarbeiter der Publikation Die Kunstdenkmäler der Schweiz. Daneben arbeitete er als Kurator verschiedener Ausstellungen, darunter Himmel, Hölle, Fegefeuer – Das Jenseits im Mittelalter im Landesmuseum Zürich und der Kunsthalle Köln.
In den Jahren 1997 bis 2009 war Peter Jezler Direktor des Bernischen Historischen Museums. Von 2009 bis 2010 war er Rektor der Hochschule für Gestaltung und Kunst der Fachhochschule Nordwestschweiz in Basel. Seit 2011 war er Direktor des Museums zu Allerheiligen in Schaffhausen. Dort wurde er am 26. August 2014 aufgrund der Ergebnisse eines internen Untersuchungsberichts durch den Stadtrat freigestellt und am 4. November 2014 entlassen. Seit 2015 betätigt er sich als selbstständiger Berater und betreibt die Privatakademie «Kunst im Kontext».
Peter Jezler ist Mitglied der Zunft zun Schneidern und im Rotary-Club Schaffhausen-Munot.

## Auszeichnungen, Ehrungen
- 2009: Dr. h. c. der Universität Bern

## Schriften (Auswahl)
- Peter Jezler e.a.: Von Krieg und Frieden. Bern und die Eidgenossen bis 1800, Bern 2003.
- Cécile Dupeux, Peter Jezler, Jean Wirth (Hrsg.): Bildersturm. Wahnsinn oder Gottes Wille? Fink, München 2000.
- Der spätgotische Kirchenbau in der Zürcher Landschaft. Die Geschichte eines "Baubooms" am Ende des Mittelalters, Festschrift zum Jubiläum "500 Jahre Kirche Pfäffikon", Wetzikon 1988.
- Peter Jezler e.a.: Obszönitäten zwischen Baugerüst und Weihekreuz. Beobachtungen zur Bautechnik und zur Volkskultur in der spätgotischen Kirche Pfäffikon ZH, in: Unsere Kunstdenkmäler. Mitteilungsblatt für die Mitglieder der Gesellschaft für Schweizerische Kunstgeschichte, Bd. 43 (1992), S. 135–146. doi:10.5169/seals-393881
- Hans-Dietrich Altendorf, Peter Jezler (Hrsg.): Bilderstreit. Kulturwandel in Zwinglis Reformation. Zürich 1984.